# Basilina

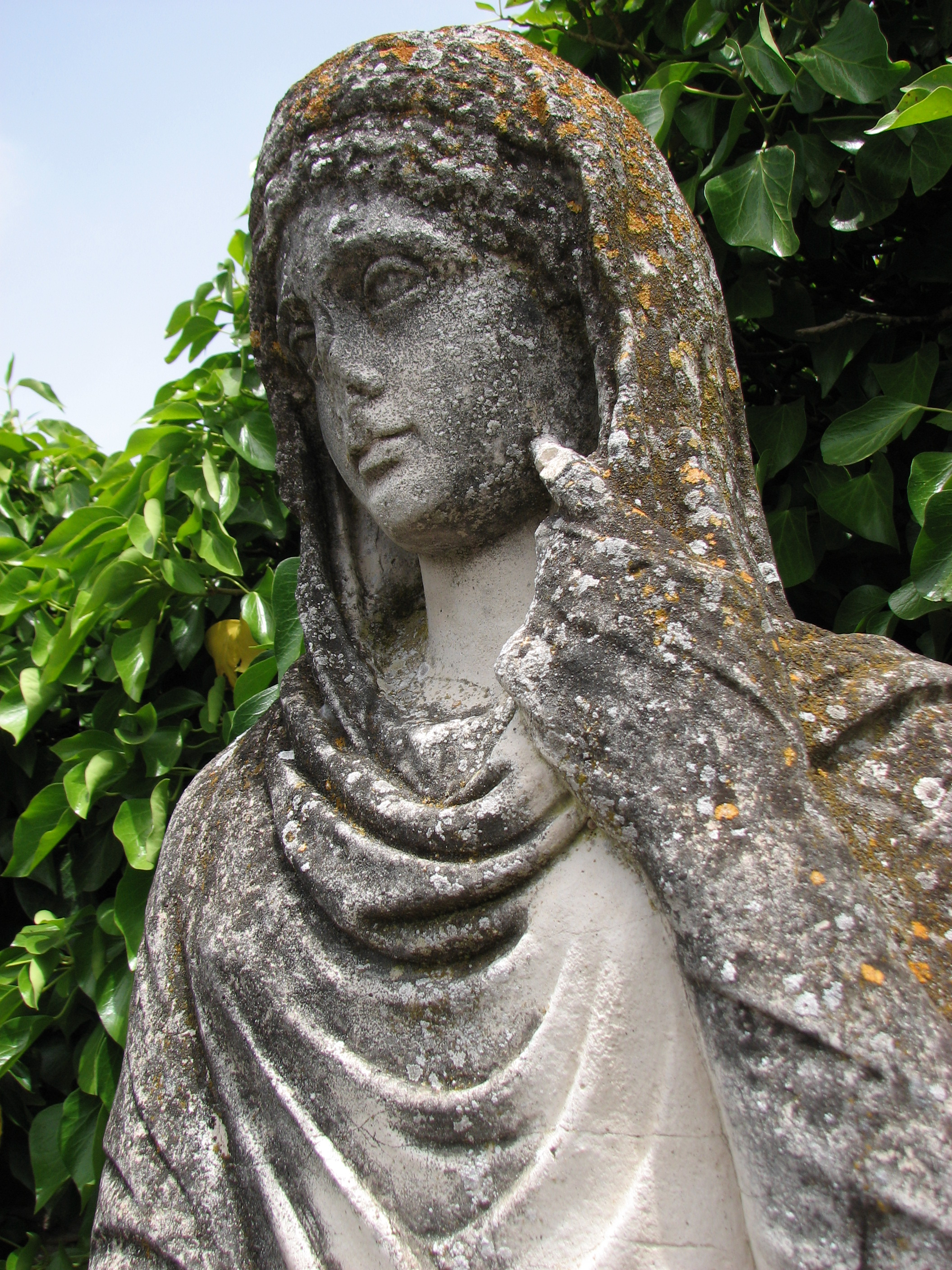
Estatua de una mujer romana

Basilina (fecha de nacimiento desconocida, probablemente alrededor de 310 - fallecida en 332 o 333) fue la esposa de Julio Constancio y madre del emperador romano Juliano el Apóstata, quien en su honor, dio el nombre de Basilinopolis a una ciudad de Bitinia (la moderna Pazarköy cerca de Gemlik, en Turquía).

## Biografía
Basilina, de origen griego, hija de Ceionio Juliano Camenio o, más probablemente, de Julio Juliano, fue educada por Mardonio, un eunuco que se crio en la casa de su padre. 
Se convirtió en la segunda esposa de Julio Constancio, teniendo de su unión a Juliano. Basilina moriría pocos meses después del parto. Su hermana era la madre de Procopio, usurpador romano contra Valente. También era pariente del obispo Eusebio de Nicomedia, tutor de su hijo.
Cristiana, en un principio favoreció a los arrianos, pero dejó sus tierras en herencia a la iglesia de Éfeso.